# Rimicola
Rimicola – rodzaj ryb z rodziny grotnikowatych (Gobiesocidae).

## Klasyfikacja
Gatunki zaliczane do tego rodzaju:
- Rimicola brevis
- Rimicola cabrilloi
- Rimicola dimorpha
- Rimicola eigenmanni
- Rimicola muscarum
- Rimicola sila